# قائمة فصول نيون جينيسيس إيفانجيليون

غلاف المجلد الأول من مانغا نيون جينيسيس إيڤانجيليون، من تأليف ورسم يوشيوكي ساداموتو.

نشأت العديد من سلاسل المانغا المقتبسة من مسلسل الأنمي نيون جينيسيس إيفانجيليون من إنتاج غايناكس. في حين كانت المانغا الأولى تعديلاً مباشراً للأنمي، كانت المانغا اللاحقة ذات قصص جانبية مع اختلافات عديدة.
المانغا الأولى عن المسلسل معنونة ببساطة نيون جينيسيس إيڤانجيليون، من تأليف ورسم يوشيوكي ساداموتو، الذي عمل في مجال تصميم الشخصيات في المسلسل. تتابع المانغا بشكل قريب قصة المسلسل مع تغييرات طفيفة للشخصيات أو أحداث معينة. سُلسلت المانغا في شونين إيس من كادوكاوا شوتين وبدأت في 1995، ولكنها وقعت في فجوة حتى يوليو 2009 عندما استؤنفت في الإصدار الأول من يونغ إيس اختُتمت المانغا بفصلها الـ95 في يونيو 2013.
بالإضافة، ألفت فُمينو هاياشي المانغا الجانبية باسم نيون جينيسيس إيڤانجيليون: صديقة الفولاذ 2nd، التي تركز على العلاقات الرومانسية بين الشخصيات الرئيسية. قامت كادوكاوا شوتين بسلسلة المانغا في أسكا الشهرية وجمعت السلسلة في 6 مجلدات تانكوبون. نشرت المجلدات من 17 فبراير 2004 إلى 17 ديسمبر 2005. سلسلة أخرى ذات اتجاه مشابه هي نيون جينيسيس إيڤانجيليون: مشروع تدريب شينجي إيكاري، من تأليف أوسامو تاكاهاشي. بدأت شونين إيس بنشر الفصول منذ يونيو 2005، ولا تزال مستمرة مع 14 تانكوبون تم إصدارها.
ألف مين مين أيضاً نيون جينيسيس إيڤانجيليون: گاكوين داتينروكو، التي تستخدم الخطة نفسها من سلسلة المانغا، لكن مع اختلاف كبير بين الإيڤانجيليون والشخصيات الرئيسية. نُشرت المانغا في أسكا الشهرية من أكتوبر 2007 إلى ديسمبر 2009، وجُمعت في 4 مجلدات تانكوبون.
مانغا أخرى باسم إيڤانجيليون: إيكاري شينجي تانتيه نيكّي (حرف. "إيفانجيليون: دورية شينجي إيكاري التحقيقية") بدأت السلسلة في إصدار أسكا في 24 فبراير 2010 من تأليف تاكُمي يوشيمُرا بالتعاون مع غايناكس وكارا. كما يشير العنوان، فهذه المانغا تعيد تصوير شينجي كمحقق.

## المجلدات

### نيون جينيسيس إيڤانجيليون
| - المرحلة 01: "هجوم الملاك" (使徒、襲来 Shito, Shūrai) - المرحلة 02: "لم الشمل" (再会… Saikai...) - المرحلة 03: "الوحدة-01، إطلاق" (初号機、出撃 Shogōki, Rifuto Ofu) | - المرحلة 04: "صمت..." (沈黙… Chinmoku...) - المرحلة 05: "ما رأيته عند حافة الضوء" (光の淵に見たもの Hikari no Fuchi ni Mitamono) - المرحلة 06: "أنا...أبكي..." (ボクハナク Boku wa naku) |

| - المرحلة 07: "قلوب مغلقة" (閉じゆく心 Toji Yuku Kokoro) - المرحلة 08: "مزاج شينجي السيء" (シンジご機嫌ななめ Shinji Gokigen Naname) - المرحلة 09: "تجارب مهووس" (マニアの受難 Mania no Junan) | - المرحلة 10: "صبي وسكين" (ナイフと少年 Naifu to Shōnen) - المرحلة 11: "الولد الثالث المتجول" (さまよえるサード・チルドレン Samayoeru Sādo Chirudoren) - المرحلة 12: "البحث عن اللطف" (やさしさの輪郭 Yasashisa no Katachi) |

| - المرحلة 13: "ندوب بيضاء" (白い傷跡 Shiroi Kizuato) - المرحلة 14: "الغرفة المشوهة" (歪んだ部屋 Yuganda Heya) - المرحلة 15: "ما تؤمن به عيناها القرمزيتان" (紅い瞳の信じるものは Akai Hitomi no Shinjirumono wa) - المرحلة 16: "ذكريات مهجورة" (棄てられた記憶 Suterareta Kioku) | - المرحلة 17: "ليلة المعركة" (決戦前夜 Kessen Zen'ya) - المرحلة 18: "معركة الدم" (血戦! Kessen!) - المرحلة 19: "القمر وسط الظلام" (闇の中の月 Yami no Naka no Tsuki) |

| - المرحلة 20: "أسكا تصل إلى اليابان" (アスカ、来日 Asuka, Rainichi) - المرحلة 21: "الغير مدعو" (招かれざる者 Manekarezarumono) - المرحلة 22: "أسكا تهاجم" (アスカ攻撃 Asuka Atakku) - المرحلة 23: "حاول ثانية" (トライ・アゲイン Torai Agein) | - المرحلة 24: "تنافر" (不協和音 Disonansu) - المرحلة 25: "هلا نرقص?" (Shall we dance?) - المرحلة 26: "وحدا القلبين للحظات" (瞬間、心、重ねて Shunkan, Kokoro, Kasanete) |

| - المرحلة 27: "الحفلة" (パーティー Pātī) - المرحلة 28: "تقفَ الندب" (傷跡をたどれば Kizuato o Tadoreba) - المرحلة 29: "علامة القبر" (墓標 Bohyō) - المرحلة 30: "أوقف صدمة الجاذبية!" (受け止めろ 重力攻撃! Catch the G-Shock! Uketomero Jūryoku Kōgeki) | - المرحلة 31: "انقطاع نيرف" (ネルフ、停電 Nerufu, Teiden) - المرحلة 32: "هاوية الحقيقة" (真実の深淵 Shinjitsu no Shin'en) - المرحلة 33: "المربى المائي" (アクアリウム Akuariumu) |

| - المرحلة 34: "الولد الرابع" (四人目の適格者 Yoninme no Tekikakusha) - المرحلة 35: "ضوء، ثم ظل" (光、そして影 Hikari, Soshite Kage) - المرحلة 36: "الاعتراف" (告白 Kokuhaku) - المرحلة 37: "الهدية" (ギフト Gifuto) | - المرحلة 38: "الكمين" (迎撃 Geigeki) - المرحلة 39: "النظام الوهمي" (ダミーシステム Damī Shisutemu) - المرحلة 40: "الشفق الملطخ بالسواد" (黄昏を黒に染めて… Tasogare o Kuro ni Somete...) |

| - المرحلة 41: "القبضة" (フィスト Fisuto) - المرحلة 42: "سماوات رمادية" (灰色の空 Hai-iro no Sora) - المرحلة 43: "الاستجواب" (尋問 Jinmon) - المرحلة 44: "الكفارة" (贖罪 Shokuzai) | - المرحلة 45: "معركة رجل" (男の戦い Otoko no Tatakai) - المرحلة 46: "الصحوة: الجزء الأول" (覚醒・前編 Kakusei, Zenpen) - المرحلة 47: "الصحوة: الجزء الثاني" (覚醒・後編 Kakusei, Kōhen) - المرحلة 48: "الاستئصال" (消滅 Shōmetsu) |

| - المرحلة 49: "قبلة" (…Kiss) - المرحلة 50: "إلى وسط القلب…" (心の中へ… Kokoro no Naka e...) - المرحلة 51: "الأم" (MOTHER) - المرحلة 52: "التذكر" (回想 Kaisō) | - المرحلة 53: "عملاق من الضوء" (光の巨人 Hikari no Kyojin) - المرحلة 54: "ولادة نيرف" (ネルフ誕生 Nerufu Tanjō) - المرحلة 55: "رسالة" (伝言 Dengon) - المرحلة 56: "غيرة" (ジェラシー Jerashī) |

| - المرحلة 57: "الولد الخامس" (フィフス・チルドレン Fifusu Chirudoren) - المرحلة 58: "الرفض" (拒絶 Kyozetsu) - المرحلة 59: "كبرياء" (プライド Puraido) - المرحلة 60: "دمية" (ドール Dōru) | - المرحلة 61: "رمح لونغينوس" (ロンギヌスの槍 Ronginosu no Yari) - المرحلة 62: "مسافة" (distance) - المرحلة 63: "الرد على النيران" (応戦 Ōsen) |

| - المرحلة 64: "دموع" (涙 Namida) - المرحلة 65: "أريد أن أكون واحدة معك" (ひとつになりたい Hitotsu ni Naritai) - المرحلة 66: "بدون الوصول لقلبك" (心届かず Kokoro Todokazu) - المرحلة 67: "ليلة ملتوية" (ねじれた夜 Nejireta Yoru) | - المرحلة 68: "خلط" (交錯 Kōsaku) - المرحلة 69: "دم ملوث" (汚れた血 Yogoreta Chi) - المرحلة 70: "جمع من العدم" (虚無の群れ Kyomu no Mure) |

| - المرحلة 71: "نسل آدم" (アダムの末裔 Adamu no Matsuei) - المرحلة 72: "الرسول الأخير" (最後のシ者 Saigo no Shishaا) - المرحلة 73: "الوصول عند الحدود" (辿りついた境界線 Tadoritsuita Kyōkaisen) | - المرحلة 74: "قبضة من الذكريات" (手のひらの記憶 Te no Hira no Kioku) - المرحلة 75: "القلب الضائع" (欠けた心 Kaketa Kokoro) - المرحلة 76: "العدو الأخير" (最後の敵 Saigo no Teki) |

| - المرحلة 77: "إبادة جماعية" (GENOCIDE) - المرحلة 78: "الأب والابن" (父と子 Chichi to Ko) - المرحلة 79: "الوقت الموعود" (約束の時 Yakusoku no Toki) - المرحلة 80: "فرصة اللقاء" (邂逅 Kaikō) | - المرحلة 81: "عدو من السماء" (空よりの敵 Sora Yori no Teki) - المرحلة 82: "التوجيه الأخير" (The last instruction) - المرحلة 83: "الانسجام (قلب وقلب، يرددان معاً) (呼応 Koō) |

| - المرحلة 84: "النداء" (Calling) - المرحلة 85: "الخيانة" (裏切り Uragiri) - المرحلة 86: "بداية الطقوس" (儀式の始まり Gishiki no Hajimari) - المرحلة 87: "الرفض" (拒絶 Kyozetsu) | - المرحلة 88: "القمر الأسود" (黒き月 Kuroki Tsuki) - المرحلة 89: "وجهاً-لوجه" (face to face) - المرحلة 90: "ذكريات الصيف" (夏の追憶 Natsu no Tsuioku) |

| - المرحلة 91: "إلى حيث يعود الضوء" (光還る処へ Hikari Kaeru Sho e) - المرحلة 92: "عيد ميلاد" (バースデイ Bāsudei) - المرحلة 93: "بحر الحياة" (生命の海 Seimei no Umi) - المرحلة 94: "الكف" (掌 Tenohira) | - المرحلة 95: "شكراً ∞ وداعاً" (ありがとう∞さようなら Arigatō ∞ Sayōnara) - المرحلة الأخيرة: "بدء الرحلة" (旅立ち Tabidachi) - مرحلة إضافية: "عدن ذات ألوان الصيف" (夏色のエデン Natsu-iro no Eden) |

### نيون جينيسيس إيڤانجيليون: صديقة الفولاذ 2nd
| - الفصل 1، الجزء 1: "الطالبة المنتقلة" (転校生 Tenkōsei) - الجزء 2: "نيرف" (NERV) - الجزء 3: "قلوب حزينة، قلوب طيبة" (悲しき心 優しき心 Kanashiki Kokoro, Yasashiki Kokoro) | - الجزء 4: "قلوب متغيرة، قلوب ثابتة" (変わりゆく心 変わらぬ心 Kawari Yuku Kokoro, Kawaranu Kokoro) - فصل إضافي: "لحن إثارة الحب" (ちっこい恋のメロディ Chikkoi Koi no Merodi) |

| - الفصل 2، الجزء 1: "عملاق من الضوء" (光の巨人 Hikari no Kyojin) - الجزء 2: "ريه أيانامي" (綾波レイ Ayanami Rei) | - الجزء 3: "استكشاف الكهوف" (洞窟探検 Dōkutsu Tanken) - الجزء 4: "المعركة الأولى" (初めての戦い Hajimete no Tatakai) |

| - الفصل 3، الجزء 1: "صورة الذكرى" (記念撮影 Kinen Satsuei) - الجزء 2: "كيف تقضي العطلة" (休日の過ごし方 Kyūjitsu no Sugoshi Kata) | - الجزء 3: "شعور منفرد" (それぞれの思い Sorezore no Omoi) - الجزء 4: "العالم المثالي" (理想の世界 Risō no Sekai) |

| - الفصل 4، الجزء 1: "شيء بلا بديل" (かけがえのないもの Kakegae no Nai Mono) - الجزء 2: "أشباح الماضي" (過去の残像 Kako no Zanzō) | - الجزء 3: "عالم من الضوء، صوت من الظلمة" (光の世界 闇の音 Hikari no Sekai, Yami no Oto) - الجزء 4: "المستقبل منذ الآن" (これから先の未来も Kore kara Saki no Mirai mo) |

| - الفصول 1-4 |

| - الفصل 1: "ميساتو × كاجي" (ミサト×加持 Misato × Kaji) - الفصل 2: "ريه × ريتسكو" (レイ×リツコ Rei × Ritsuko) - الفصل 3: "هيكاري × توجي" (ヒカリ×トウジ Hikari × Tōji) | - الفصل 4: "شينجي × أسكا" (シンジ×アスカ Shinji × Asuka) - قصة جانبية 1: "إلى المستقبل" (未来に Mirai ni) - قصة جانبية 2: "الغد هو الغد" (明日は明日 Ashita wa Ashita) |

### نيون جينيسيس إيڤانجيليون: مشروع تدريب شينجي إيكاري
| - المراحل 01-07 - صفحات إضافية |

| - المراحل 08-14 |

| - المراحل 15-21 |

| - المراحل 22-27 - مرحلة خاصة. |

| - المراحل 28-32 - مرحلة إضافية .1 - مرحلة إضافية .2 |

| - المراحل 33-38 |

| - المراحل 39-43 - مرحلة إضافية .1 - مرحلة إضافية .2 |

| - المراحل 44-48 - مرحلة إضافية. |

| - المراحل 49-54 - مرحلة إضافية .1 - مرحلة إضافية .2 |

| - المراحل 55-60 - "إضافي - خاتمة" (おまけ エピローグ أوماكه إبيروغُ) |

| - المراحل 61-66 - مرحلة إضافية. |

| - المراحل 67-73 - مرحلة إضافية |

### نيون جينيسيس إيڤانجيليون: غاكوين داتينروكو
| - المراحل I-IV |

| - المراحل V-X |

| - المراحل XI-XVI |

| - المراحل XVII-XXI - المرحلة الأخيرة |

## وصلات خارجية
- قائمة مانغا نيون جينيسيس إيفانجيليون المنشورة في الولايات المتحدة